# Xenortholitha niphonica
Xenortholitha niphonica là một loài bướm đêm trong họ Geometridae.